# Коста Мухчината
Коста Мухчината е български революционер, войвода на чета в Сярско в края на XIX век.

## Биография
Мухчината е от Дупница, тогава в Османската империя. Става войвода на малка чета, с която действа в Сярско. В 1897 година четата е разбита, а Коста Мухчината е заловен заедно с четниците си братята Давко и Илия Спатовали и Митруш Календрали. Осъдени са до живот като комитаджии. В пролетта на 1903 година при общата амнистия са амнистирани, но поради протести на гъркоманите в Сяр и в Долна Джумая, подкрепени от някои бегове, не са освободени. С тях в затвора лежи и четникът Начо Спатовали, заловен в 1897 година преди да успее да се присъедини към четата на дядо Коста.